# Jewgienij Pietrow (kolarz)
Jewgienij Władimirowicz Pietrow;  ros. Евгений Владимирович Петров; ur. 25 maja 1978 w Kemerobskaja, Obwód kemerowski) – rosyjski kolarz szosowy, zawodnik profesjonalnej grupy Tinkoff.
Jest trzykrotnym medalistą mistrzostw świata. Medale zdobywał w konkurencjach dla juniorów do lat 23: w 1999 w Treviso brąz w wyścigu ze startu wspólnego, a rok później w Plouay był mistrzem świata w jeździe na czas i w wyścigu ze startu wspólnego. W 2002 roku, w drugim roku startów wśród zawodowców, wygrał Tour de l’Avenir i Tour de Slovénie. W 2010 roku wygrał etap w Giro d’Italia.

## Najważniejsze osiągnięcia
1999
- 3. miejsce w mistrzostwach świata (do lat 23, start wspólny)

2000
- 1. miejsce w mistrzostwach Rosji (jazda ind. na czas)
- 1. miejsce w mistrzostwach świata (do lat 23, jazda indywidualna na czas)
- 1. miejsce w mistrzostwach świata (do lat 23, start wspólny)

2001
- 1. miejsce na 2a etapie Tour de l’Ain

2002
- 1. miejsce w mistrzostwach Rosji (jazda ind. na czas)
- 1. miejsce w Tour de l’Avenir
- 1. miejsce w Tour de Slovénie
  - 1. miejsce na 4. etapie
- 1. miejsce w Duo Normand

2004
- 5. miejsce w Tour de Suisse

2005
- 2. miejsce w Giro del Trentino

2006
- 3. miejsce w mistrzostwach Rosji (start wspólny)
- 5. miejsce w Deutschland Tour

2007
- 2. miejsce w mistrzostwach Rosji (jazda ind. na czas)
- 3. miejsce w GP di Lugano
- 5. miejsce w Tour Méditerranéen
- 7. miejsce w Giro d’Italia
- 8. miejsce w Tirreno-Adriático

2010
- 1. miejsce na 11. etapie Giro d’Italia